# Grapfontaine
Grapfontaine (Waals: Grapfontinne) is een dorp in de Belgische provincie Luxemburg en een deelgemeente van de stad Neufchâteau. De deelgemeente ligt ten zuidwesten van het stadscentrum en omvat ook de plaatsen Harfontaine, Nolinfaing, Hosseuse, Montplainchamps en Warmifontaine.

## Geschiedenis
Op het eind van het ancien régime ontstond de uitgestrekte gemeente Straimont. De kleine gemeenten Warmifontaine en Montplainchamps werden in 1823 opgeheven en aangehecht. In 1828 werd de naam gewijzigd in Straimont-Grapfontaine, toen het zuidelijk deel Suxy van Straimont werd afgesplitst en verschillende gehuchten van Hamipré werden aangehecht. Deze gemeente werd in 1837 weer ontbonden, waarbij Straimont werd heropgericht en ook Grapfontaine voortaan een zelfstandige gemeente werd. De plaatsen Warmifontaine, Montplainchamps, Nolinfaing, Hosseuse en Harfontaine werden bij de gemeente Grapfontaine ondergebracht.
Bij de gemeentelijke herindeling van 1977 werd Grapfontaine een deelgemeente van Neufchâteau.

## Demografische ontwikkeling
- Bronnen:NIS, Opm:1831 tot en met 1970=volkstellingen, 1976= inwoneraantal op 31 december

Deelgemeenten: Grandvoir · Grapfontaine · Hamipré · Longlier · Neufchâteau · Tournay

Overige dorpen en gehuchten: Cousteumont · Gérimont · Harfontaine · Hosseuse · Lahérie · Le Sart · Marbay · Massul · Molinfaing · Mon-Idée · Montplainchamps · Morival · Namoussart · Nolinfaing · Offaing · Petitvoir · Respelt · Semel · Tronquoy · Verlaine · Warmifontaine 

Belgische gemeenten · Arrondissement Neufchâteau · Luxemburg · Wallonië